# Sony HB-501
El Sony MSX HitBit-501 o Sony HB-501 fue un ordenador doméstico compatible MSX-1 desarrollado por Sony, que se lanzó en 1985. En las unidades vendidas fuera de Japón, Sony añadió un sufijo que indicaba la disposición del teclado y/o idioma de las posibles aplicaciones en ROM y manuales. Así por ejemplo :
- D Alemania /Austria, teclado QWERTZ
- P Portugal, teclado QWERTY con Ñ
- S España, teclado QWERTY con Ñ
- F Francia, teclado AZERTY, cable de Euroconector de serie

Este equipo, junto con el Sanyo PHC-30 y el Hitachi H2 son los únicos MSX en integrar la unidad de casete en el equipo. Su forma y prestaciones son como si a un Sony HB-11 se le hubiera sustituido el diccionario en ROM por la aplicación PIM, se le hubiera integrado una lecto-grabadora de casete y se hubiera cambiado el color de la carcasa por negro.Como peculiaridad del equipo lleva un teclado de cursores con un hueco para insertar un "palito" que convierte las teclas de cursor en un joystic.Este equipo lleva detrás un hueco para guardar este accesorio. Es bien recibido por la prensa especializada, que lo sitúa segundo en prestaciones por detrás del Spectravideo SVI-738.

## Detalles Técnicos
- CPU Zilog Z80A a 3,579 MHz
- ROM 48 KiB, 16 KiB para el MSX BASIC V1.0, 16 KiB para la BIOS, 16 KiB para la aplicación (bloc de notas, agenda, libro de direcciones)
- RAM 64 KiB ampliables a 4096 mediante cartuchos
- VRAM 16 KiB controladas directamente por un Chip de gráficos Texas Instruments TMS9918 / TMS9928 / TMS9929 con capacidad de 32 sprites (1 color, max 4 por línea horizontal). 16 colores disponibles. Caracteres redefinibles por el usuario. 4 modos direccionables desde BASIC
  - SCREEN 0 : texto de 40 x 24 con 2 colores
  - SCREEN 1 : texto de 32 x 24 con 16 colores
  - SCREEN 2 : gráficos de 256 x 192 con 16 colores
  - SCREEN 3 : gráficos de 64 x 48 con 16 colores
- Sonido : Chip de sonido General Instrument AY-3-8910 con 3 canales de 8 octavas de sonido más uno de ruido blanco.
- Carcasa Caja rectangular con formas redondeadas, de plástico negro. En la zona superior central el Bitcorder (lector y grabador de casete) integrado con un led bicolor rojo y verde. Dos Slot de cartucho MSX en la esquina superior derecha. Interruptor de alimentación en el lateral izquierdo. Dos tomas de Joystick MSX en el lateral derecho. En la trasera, Interfaz paralelo MSX, modulador de TV, toma de tierra, conectores audio/video RCA o Euroconector (modelos franceses), salida del cable de la fuente de alimentación interna. Al lado, hueco para alojar el ministick que se coloca en la cruceta de cursores, actuando de Joystick 0.
- Teclado QWERTY/AZERTY/QWERTZ de 74 teclas. Incluye todas las teclas estándar : Escape, Tab, Caps Lock, Control y 2 Shift. 5 teclas de función más finas en color naranja (usando Shift + Fn, un total de 10 funciones disponibles). Junto a estas 4 teclas grises de edición del mismo tamaño Copy, Paste/Insert, Out/Delete y STOP. Pulsador RESET protegido en color rojo.En la hilera inferior, tecla CAPS LOCK (con led indicador) y Graph. Barra espaciadora. A su derecha teclas Graph, Code y SELECT. En combinación con las teclas alfanuméricas permiten acceder a los pares de caracteres gráficos serigrafiados en cada tecla. En el lado derecho, cruceta de cursor con conector del ministick para usarlo como Joystick 0, y sobre ella tecla PAUSE con un led rojo para indicar su activación (provoca la congelación de la ejecución mediante una NMI). La zona alfanumérica está dividida en tres bloques, los de los laterales del mismo color que la espaciadora y la central del mismo gris que las teclas especiales.
- BitCorder : lecto-grabadora de casete con mecanismo Sony, con contador en el lado derecho, tapa con endidura en el lado izquierdo para apertura manual, y las seis teclas de control en gris con codificación por colores rotulada encima. Controlada directamente por el ordenador con comandos como MOTOR
- Soporte
  - Interfaz de casete a 1200 o 2400 baudios (Formato FSK). Fácilmente modificable por ensamblador
  - Unidad de disquete opcional de 3,5 pulgadas y simple o doble cara (cualquiera compatible MSX).
  - Unidad QuickDisk opcional
  - Cartucho ROM

- Entrada/Salida :
  - Dos ranuras de cartucho MSX
  - Puerto paralelo de impresora MSX (conector Centronics 14)
  - Unidad integrada de casete
  - Toma de tierra
  - Conector de TV (modulador de RF UHF) NTSC / PAL
  - Dos conectores RCA de monitor Audio/Video
  - Euroconector completo en los equipos franceses en lugar del sintonizador y tomas A/V
  - Dos conectores DE-9 de Joystick MSX

- Ampliaciones : puede usar cualquier periférico compatible MSX (más de 200 documentados). De los fabricados por Sony podemos citar :

| Código          | Descripción                                                                                |
| --------------- | ------------------------------------------------------------------------------------------ |
| Sony CPS-14F1   | MSX monitor                                                                                |
| Sony GB-5E      | Trackball                                                                                  |
| Sony GB-6       | Trackball                                                                                  |
| Sony GB-7       | Trackball                                                                                  |
| Sony HBD-20W    | unidad de disco de 720kB 3,5"                                                              |
| Sony HBD-30X/W  | unidad de disco de 720kB 3,5"                                                              |
| Sony HBD-50     | unidad de disco de 360 kB 3,5" (simple cara)                                               |
| Sony HBD-F1     | unidad de disco de 720 kB 3,5" + interfaz (controladora WD2793)                            |
| Sony HBI-50     | expansor de 2 slots                                                                        |
| Sony HBI-55     | 4 KiB S-RAM data cartidge (puede usarse de SRAMdisk pagar guardar/cargar programas BASIC). |
| Sony HBI-232    | interfaz RS-232C                                                                           |
| Sony HBI-300    | cartucho módem 300 baudios                                                                 |
| Sony HBI-1200   | cartucho módem 1200 baudios                                                                |
| Sony HBK-30     | unidad de disco de 720 kB 3,5"                                                             |
| Sony HBK-35     | cable de interfaz a unidad de floppy                                                       |
| Sony HBK-50     | cable de Casete                                                                            |
| Sony HBK-100    | cable de impresora MSX                                                                     |
| Sony HBM-16     | 16kB RAM extension                                                                         |
| Sony HBM-64     | 64kB RAM extension                                                                         |
| Sony HBM-512    | 512kB Memory Mapper expansion, (sólo compatible con los Sony por la lentitud de los chips) |
| Sony HBP-F1     | Impresora térmica MSX                                                                      |
| Sony HBP-F1C    | Impresora térmica en color MSX                                                             |
| Sony JS-33      | MSX joypad                                                                                 |
| Sony JS-55      | MSX joystick                                                                               |
| Sony JS-70      | MSX joystick                                                                               |
| Sony JS-75      | Joystick infrarrojo, receptor incluido                                                     |
| Sony JS-C75     | Wireless Joystick Commander, adicional para el JS-75                                       |
| Sony JS-303T    | MSX joypad                                                                                 |
| Sony JS-C75     | Joystick infrarrojo                                                                        |
| Sony KV-14G2    | TV (14")                                                                                   |
| Sony KV-M14D TV | (14", CVBS input, con control remoto)                                                      |
| Sony KV-P14D TV | (14", CVBS input, sin control remoto)                                                      |
| Sony MOS-1      | MSX mouse                                                                                  |
| Sony PRK-C41    | lápiz de Plotter, pequeño                                                                  |
| Sony PRK-C42    | lápiz de Plotter, grande                                                                   |
| Sony PRN-120    | Impresora MSX                                                                              |
| Sony PRN-M24    | Impresora MSX de 24 agujas                                                                 |
| Sony PRN-M24II  | Impresora MSX de 24 agujas                                                                 |
| Sony PRN-M09    | Impresora MSX                                                                              |
| Sony PRN-T24    | Impresora térmica MSX de 24 agujas (batería/corriente)                                     |
| Sony PRN-C41    | MSX colour plotter de 4 lápices                                                            |
| Sony RK-140     | cable audio/video cable (audio and video connector)                                        |
| Sony SDC-500    | Datasette                                                                                  |
| Sony SDC-600(S) | Datasette                                                                                  |
| Sony SPC-14     | Monitor                                                                                    |
| Sony TCM-3000D  | Datasette                                                                                  |
| Sony VMC-366    | audio/video cable (un conector)                                                            |
| Sony WS2793-02  | Interfaz de disco para la HBD-50                                                           |

## Fuente
- El Museo de los 8 Bits